# Nelson Parraguez
Nelson Rodrigo Parraguez Riveros (Santiago del Cile, 5 aprile 1971) è un ex calciatore cileno, di ruolo centrocampista. Ha giocato per la maggior parte della sua carriera nell'Universidad Católica e ha fatto parte della rosa dei convocati della nazionale di calcio cilena al campionato del mondo 1998.

## Carriera

### Club
Parraguez è nato a Santiago e ha mosso i primi passi nel calcio professionistico con l'Universidad Católica. Ha debuttato nel campionato cileno con il club nel 1991, vincendo nello stesso anno il suo primo titolo, la Coppa del Cile. Nel 1993, il club ha raggiunto la finale di Copa Libertadores, ma ha perso con i brasiliani del San Paolo. Nel 1994 ha vinto la Coppa Interamericana, nel 1995 ha nuovamente vinto la coppa nazionale, e nel 1997 il suo primo campionato di calcio cileno.
All'inizio del 2001 si è trasferito in Messico. Ha militato nel Necaxa di Aguascalientes, ma era considerato una riserva: durante il campionato di Invierno ha disputato 8 incontri, e in quello di Verano solo 5. Nel 2002 è tornato all'Club Deportivo Universidad Católica e ha vinto il campionato di Apertura. Durante l'estate di quell'anno si è trasferito in Argentina, al Nueva Chicago. Ha chiuso la carriera nel 2004 con la maglia dell'Club Deportivo Universidad Católica. 

### Nazionale
Con la nazionale di calcio cilena ha debuttato il 9 aprile 1991 contro il Messico. Ha giocato tre partite al mondiale di Francia 1998, oltre a diverse partite di Copa América, e ha totalizzato 52 presenze con la maglia della selezione nazionale.

## Palmarès

### Club

#### Competizioni nazionali
- Campionato cileno: 1

Universidad Catolica: Apertura 1997
- Coppa del Cile: 2

Universidad Catolica: 1991, 1995

#### Competizioni internazionali
- Coppa Interamericana: 1

Universidad Católica: 1994